# Ludolf Camphausen

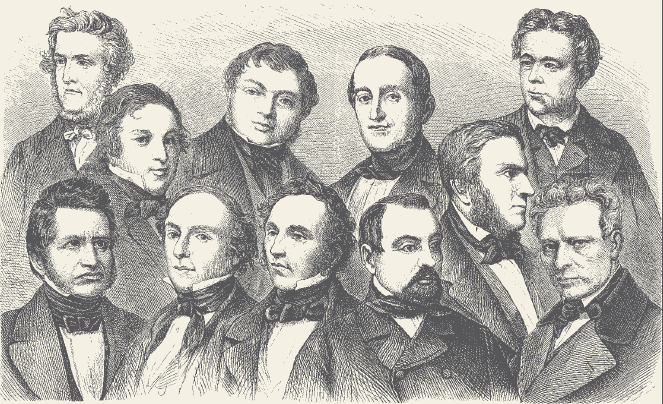
Elf liberalen: Carl Mittermaier, David Hansemann, Maximilian von Schwerin-Putzar, Rudolf von Auerswald, Franz Leo Benedikt Waldeck, Friedrich Römer, Friedrich Christoph Dahlmann, Ludolf Camphausen, Hermann von Beckerath, Hermann Schulze-Delitzsch en Karl Welcker

Gottfried Ludolf Camphausen (Hünshoven, 10 januari 1803 - Keulen, 3 december 1890) was een Pruisisch ondernemer en politicus. Gedurende de Maartrevolutie van 1848 was hij korte tijd premier. Hij was de broer van de minister van Financiën Otto von Camphausen.
Camphausen werd in 1803 geboren als zoon van een olie- en tabakskoopman. Na een gymnasiumopleiding te Weilburg en een vakopleiding als koopman te Düsseldorf kreeg hij in 1821 een baan in het bedrijf van zijn vader. In Keulen, waar hij sinds 1830 woonde, richtte hij met zijn broer August Camphausen een oliemolen op. In 1840 begonnen de broers de bank A. und L. Camphausen. Door zijn het algemeen nut beogende activiteiten (onder andere de aanleg van spoorwegen) in hoog aanzien, werd hij lid van de Keulse Stadsraad en (1833) van de Kamer van Koophandel en Industrie aldaar. In 1835 werd hij de eerste president van de Rheinische Eisenbahngesellschaft. Van hem stamt het idee van de IJzeren Rijn.
Camphausen werd in 1842 lid van de Provinciale Landdag van de Rijnprovincie en in 1847 van de Verenigde Landdag, waar hij zich, hoewel hij op de achtergrond bleef, een groot vertrouwen bij zowel liberalen als hof verwierf. Midden in de Maartrevolutie werd hij, als liberaal, op 29 maart 1848 tot premier van Pruisen benoemd. In deze hoedanigheid probeerde hij Pruisen tot constitutionele monarchie te maken. Zijn populariteit verdween echter snel en toen zijn door David Hansemann opgestelde ontwerpgrondwet geen bijval vond, trad hij reeds op 20 juni af. De uitnodiging van de regent aartshertog Johan lid te worden van de provisorische Rijksregering (zie ook: Frankfurter Parlement) sloeg hij af. Hij werd echter wel Pruisisch afgevaardigde bij de regering te Frankfurt, waar hij al te democratische tendensen en de rijksgrondwet bestreed en zich vóór een bondsstaat onder Pruisische leiding uitsprak. Toen de regering van Friedrich Wilhelm von Brandenburg eind 1849 een andere richting insloeg, nam hij zijn ontslag. Als lid van het Erfurter Parlement verdedigde hij zonder succes de daar voorgestelde federale grondwet. In 1850/1851 was hij nog lid van de Pruisische Eerste Kamer. Hij keerde daarna terug naar zijn bank, maar trok zich kort daarop geheel uit het openbare leven terug. Hij stierf in 1890.
Adolf Heinrich von Arnim-Boitzenburg · Ludolf Camphausen · Rudolf von Auerswald · Ernst von Pfuel · Friedrich Wilhelm von Brandenburg · Adalbert von Ladenberg (a.i.) · Otto Theodor von Manteuffel · Karel Anton van Hohenzollern-Sigmaringen · Adolf zu Hohenlohe-Ingelfingen (a.i.) · Otto von Bismarck · Albrecht von Roon · Otto von Bismarck · Leo von Caprivi · Botho zu Eulenburg · Chlodwig zu Hohenlohe-Schillingsfürst · Bernhard von Bülow · Theobald von Bethmann Hollweg · Georg Michaelis · Georg von Hertling · Max van Baden · Paul Hirsch · Heinrich Ströbel · Paul Hirsch · Otto Braun · Adam Stegerwald · Otto Braun · Wilhelm Marx · Otto Braun · Hermann Göring
- Gemeinsame Normdatei: 118518704
- International Standard Name Identifier: 0000 0000 6678 8647
- Library of Congress Control Number: n81124481
- Nationale Bibliotheek van Israël: 987007259199005171
- Nationale Bibliotheek van Polen: a0000003645310
- Nederlandse Thesaurus van Auteursnamen: 180869108
- Système universitaire de documentation: 096664886
- Virtual International Authority File: 74644015
- WorldCat: E39PBJyMkpDghgfCw7RW8C7j4q